# El Ghicha
El Ghicha (em árabe: الغيشة) é uma cidade e comuna localizada na província de Laghouat, Argélia. Segundo o censo de 2008, a população total da cidade era de 6 079 habitantes.